# Veronica Pivetti
Veronica Pivetti (Milán, 19 de febrero de 1965) es una actriz italiana.

## Biografía
Pivetti nació en Milán. Es hermana de la periodista y política Irene Pivetti. Inició su carrera como actriz de voz a los ocho años, principalmente en producciones animadas. Después de registrar varias apariciones en el programa Quelli che... il Calcio, en 1995 hizo su debut cinematográfico de la mano de Carlo Verdone en la película Viaggi di nozze. Después de aparecer en algunos filmes, entre los que destaca The Blue Collar Worker and the Hairdresser in a Whirl of Sex and Politics de Lina Wertmüller, Pivetti se centró en realizar papeles para televisión, actuando en series como Commesse, Il maresciallo Rocca y Provaci ancora prof. En 1998 presentó el Festival de la Canción de San Remo con Raimondo Vianello y Eva Herzigová.